# インドの政党
インドの政党（インドのせいとう）では、インドの政党について記す。

## 政党システムの変遷
インドの政党システムは、1947年の独立以来インド国民会議の一党優位政党制が続いたものの、1977年のローク・サバー（インド下院）総選挙で反国民会議派・反インディラ・ガンディーを旗印とするジャナタ党（人民党）が圧勝し、初の非国民会議派政権を樹立した。しかし、同党は内紛により1980年の総選挙で瓦解し、1980年代を通じて国民会議派による一大政党制となった。
しかし、政治改革を掲げるジャナタ・ダルがジャナタ党の残存勢力や国民会議派の離党者によって結成され、右派・ヒンドゥー至上主義のインド人民党と左派の共産党勢力などの閣外協力で1989年に再び非国民会議派政権を樹立したものの、左右両派の内紛に国民会議派の分裂工作もあり、1991年のローク・サバー総選挙で再び国民会議派政権となった。しかし1996年のローク・サバー総選挙では国民会議派、インド人民党、ジャナタ・ダルと共産系および地域政党の連合はいずれも過半数に及ばず三つ巴の連立政治が三大政党制として繰り広げられた。
1998年のローク・サバー総選挙ではインド人民党と選挙協力をした政党が過半数を確保し連立政権を樹立し、核実験の実施など、政策転換を果たした。インド人民党主導の政党連合・国民民主同盟による一党優位政党制への回帰を経るも、2004年のローク・サバー総選挙は事前予想を覆して国民会議派が第一党となり、同党と選挙協力をした各党が政党連合・統一進歩同盟を結成して政権を樹立し、二大ブロック制となった。しかし、両政党連合以外にも共産系の左翼戦線や旧ジャナタ・ダル勢力、地域政党などによる政党連合・第三戦線の試みもあるなど、ハング・パーラメント状況が恒常化してきているほか、2014年と2019年のローク・サバー総選挙により一大政党制への回帰を経ている。
2009年のローク・サバー総選挙では37党が議席を獲得するなど、議会に代表される政党数が多いため、分極的多党制の傾向を示すものの、ほとんどの政党が政権参加に意欲を示していることもあり、穏健な多党制に分類されるとも考えられる。

## 政党の一覧
主な政党には、次のものがある。ローク・サバーは小選挙区制であるにもかかわらず州の単位で支持を集める政党が多く、多党化が進行しているのが特徴である。

### インド国民会議系
- インド国民会議（国民会議派、会議派とも）
- 国民会議党（インド国民会議との混同に注意）
- 全インド草の根会議派（トリナムール会議派とも）
- ケーララ会議派

### ヒンドゥー至上主義系
- インド人民党
- シヴ・セーナー（シヴァージー軍団）
- マハラシュトラ・ナヴニルマン・セーナー（マハラシュトラ新生軍団）

### ジャナタ・ダル系
- ジャナタ・ダル (統一派)
- ジャナタ・ダル (世俗派)
- ビジュ・ジャナタ・ダル
- 全国ジャナタ・ダル
- サマジワディ党（社会党、社会主義党とも）
- インド国民ローク・ダル
- 全国ローク・ダル
- ローク・ジャンシャクティ党

### 左翼（主に共産主義）系
- インド共産党マルクス主義派（左派共産党とも）
- インド共産党（右派共産党とも）
- 革命社会党
- 全インド前進同盟 （全インド進歩連合とも）
- インド共産党マルクス・レーニン主義派解放派
- インド共産党毛沢東主義派（非合法）

### 地域主義系
- アカリ・ダル
- テルグ・デサム党
- 全インド・アンナー・ドラーヴィダ進歩党
- ドラーヴィダ進歩党
- ジャンムー・カシミール民族協議会
- ジャンムー・カシミール人民民主党
- ドラーヴィダ復興進歩党
- シッキム民主戦線
- アソム人民会議
- ジャールカンド解放戦線
- テランガナ国民協会
- ミゾ国民戦線
- ナガランド人民戦線
- 労働者党
- ウッタラーカンド革命党

### その他
- 大衆社会党
- インド共和党
- 全インド統一ムスリム評議会
- インド連合ムスリム連盟
- アーム・アードミ党（庶民党とも）
- 国家人民党

## 過去に存在した政党
- インド大衆連盟
- 会議派社会党
- ジャナタ党
- タミル州国民会議
- ジャナタ・ダル（現在は州ごとに分裂した）